# Sándwich de chocolate
Un sándwich de chocolate es un sándwich con un relleno de chocolate. Obleas rebanadas de chocolate es una opción popular - algunas personas usan ralladores de queso para hacer los sándwiches de chocolate más convenientes. El chocolate derretido y los bocadillos de chocolate son una alternativa.
Una combinación popular en los Estados Unidos es un sándwich de chocolate en un rollo kaiser, o galleta, con la opción de algún tipo de crema (nata montada, natillas, o chantillí), haciendo un sándwich de desayuno. En Escocia, otra variación es un sándwich de chocolate frito.
En Israel, la salsa de chocolate puede propagarse en una rebanada de pan.